# وینگات (کارولینای شمالی)
وینگات (به انگلیسی: Wingate) شهری در ایالت کارولینای شمالی کشور ایالات متحده آمریکا است که جمعیت آن در سرشماری سال ۲۰۱۰ میلادی، ۳٬۴۹۱ نفر بوده‌است.